# The Incredible Burt Wonderstone
The Incredible Burt Wonderstone (bra: O Incrível Mágico Burt Wonderstone) é um filme de comédia de 2013 dirigido por Don Scardino e escrito por John Francis Daley e Jonathan Goldstein, baseado na história de Chad Kultgen & Tyler Mitchell, e Daley & Goldstein. O filme segue o mágico de Las Vegas Burt Wonderstone (Steve Carell), como ele tenta se reunir com seu ex-parceiro Anton Marvelton (Steve Buscemi) para assumir um confronto perigoso com o mago de rua Steve Gray (Jim Carrey). Ele também possui Alan Arkin, Olivia Wilde e James Gandolfini. A trama reúne novamente Steve Carell e Jim Carrey sendo este o terceiro filme em que trabalham juntos, os anteriores foram Todo Poderoso e Horton Hears a Who!, interpretando dois mágicos rivais em Las Vegas, Estados Unidos.
O filme começou a ser desenvolvido em 2006, quando a New Line Cinema comprou o roteiro de Kultgen "Burt Dickenson: O mágico mais poderoso do Planeta Terra". O processo de desenvolvimento ganhou impulso quando Charles McDougall foi contratado como diretor em 2011, mas acabou deixando o projeto e foi substituído por Scardino. Daley e Goldstein reescreveram o roteiro de Kultgen, que então viu ainda regravações de Jason Reitman, em junho de 2011.
As filmagens estava prevista para começar em outubro de 2011, em Los Angeles, Califórnia, mas foi adiado para janeiro de 2012. Com um orçamento de US$30 milhões, as filmagens começaram em 10 de janeiro de 2012 no estado de Nevada, sendo transferidos depois para a cidade de Los Angeles. The Incredible Burt Wonderstone foi lançado em 15 de março de 2013 e ganhou mais de US$27 milhões nas bilheterias.

## Sinopse
O talentoso mágico Burt Wonderstone (Steve Carell) já teve melhores dias. O seu espetáculo em Las Vegas já não atrai muitas pessoas e a sua carreira está em claro declínio. Os seus problemas agravam-se quando o seu parceiro de longa data decide sair de cena, mesmo na véspera do seu confronto com Steve Haines (Jim Carrey), um famoso e moderno mágico que tem infernizado a sua vida. Wonderstone terá agora que encontrar um novo parceiro à altura do desafio que se avizinha e que lhe poderá devolver o estatuto e a fama de outros tempos.

## Elenco
- Steve Carell como Burt Wonderstone:

Um mágico antigamente de sucesso. O design do personagem é baseado, em parte, em mágicos famosos Siegfried & Roy. Mason Cook, que tinha onze anos de idade, em 2012, retrata Wonderstone como uma criança. Cozinheiro que aprende vários truques de mágica sob um supervisor de mágica para retratar Wonderstone quando ele começa a descobrir a magia.
- Steve Buscemi como Anton Marvelton:

Ex-parceiro de Wonderstone. Buscemi entrou em negociações para um papel em 31 de outubro de 2011. Luke Vanek, que tinha onze anos de idade, em 2012, retrata Marvelton como uma criança.
- Olivia Wilde como Jane:

Assistente de Burt e Anton, que sonha em se tornar uma maga. Em 27 de outubro de 2011, foi relatado que antes de Wilde, Michelle Monaghan, Judy Greer, Sarah Silverman e Jessica Biel
estavam na disputa para o papel feminino principal. Esta lista foi reduzida para Silverman, Wilde, e Greer, com todos os que fazem fortes impressões sobre os cineastas, mas com Wilde como a favorita.
 Mais tarde, foi relatado que os cineastas estavam esperando pela audição de Biel antes de tomar sua decisão final. Em última análise, foi Wilde, que conseguiu o papel.
- Alan Arkin como Rance Holloway:

Um mago idoso que inspirou Burt para se tornar um mago. Holloway foi originalmente escrita para morrer, mas o estúdio achou que o público teria muito de uma conexão com o personagem e assim ele permaneceu vivo.
- James Gandolfini como Doug Munny:

Bilionário proprietário do Casino Bally onde Burt e Anton se apresentam. Gandolfini foi relatado para estar em negociações para o papel em 29 de outubro de 2011. No início de dezembro Gandolfini viajou para Las Vegas para pesquisar o seu papel, falando com mágicos Criss Angel e Nathan Burton, e presidente do casino The Mirage Felix Rapaport e executivo Kenny Epstein, e filantropo Larry Ruvo. Falando sobre o encontro, Rappaport afirmou que Gandolfini queria se preparar para o papel de "obter conhecimentos em Las Vegas, especificamente no mundo do entretenimento e do mundo da magia."
- Jim Carrey como Steve Gray:[20]

Um mágico de rua com um ato perigoso. Carrey entrou em negociações para um papel no filme, em outubro de 2011. O personagem foi descrito por Scardino como "se David Blaine e Criss Angel tivssem um filho", mas que Carrey é "um artista tão idiossincrático, ele não é bem um desses caras." Carrey empreendeu uma dieta rigorosa para perder peso e melhorar seu físico para o papel. O personagem foi originalmente escrito como um discreto, vilão entediado que falava tão baixinho que as pessoas iriam se inclinar para ouvi-lo, mas depois de Carrey juntou-se ele queria levar o personagem em uma direção "Jesus-y". Adam Pally foi considerado para o papel.
O elenco também inclui: Jay Mohr como o mágico Rick o implausível; Michael Herbig como Lucius Belvedere, um mágico com um fundo alemão para gatos; Zachary Gordon como um valentão da juventude de Wonderstone; Brad Garrett como Dom, contador de Burt; Gillian Jacobs como Miranda, uma fã de magia que tem um caso de uma noite com Wonderstone;
 e ilusionista David Copperfield como ele mesmo. Co-roteirista do filme John Francis Daley como um paramédico.

## Desenvolvimento
O filme começou o desenvolvimento em 2006, quando a New Line Cinema comprou o roteiro de Chad Kultgen, intitulado "Burt Dickenson:. The Magician mais poderoso do Planeta Terra". Em setembro de 2010, Carell se juntou o filme, eo roteiro foi completamente reescrito por roteiro equipe John Francis Daley e Jonathan Goldstein. A dupla fez pesquisas extensivamente o estilo de vida dos magos de Vegas, levando em conta a pressão de executar várias vezes por dia e as consequências de viver dentro da "Bolha Vegas, onde você não está exposto ao mundo exterior [que] pode realmente fazer alguém agitar-louco ou egoísta". Em julho de 2011, a história foi descrita como seguindo Burt Wonderstone, um mágico antigo sucesso que foi ofuscado por um jovem irritável mágico. No entanto, no momento em que Carrey se juntou ao projeto em outubro de 2011, o personagem mais jovem mago tornou-se simplesmente um mago rival, e Burt era só um mágico que teve sucesso anteriormente.
O roteiro passou por muitas mudanças durante os anos de desenvolvimento, com Daley e Goldstein escrevendo sozinhos cerca de quinze rascunhos durante um período de três anos e meio. Havia quatro finais diferentes, quatro atos finais diferentes, incluindo um em que Holloway é revelado como um traidor Discutindo as mudanças no roteiro, que viu o projeto entrar em produção, o produtor Chris Bender disse: "... Era o tom, encontrar o caminho certo do tom, porque ele foi originalmente escrito de forma mais ampla, onde certas coisas mágicas foram acontecendo que não seria realmente verdadeira magia e, também, ao longo do tempo, as referências que estávamos fazendo em termos da nova escola de magia e da velha escola de magia eram tornar-se datada... Uma vez que [Carell] veio a bordo, que é quando as coisas realmente decolam... E, em seguida, encontrar o diretor certo, também. Este tipo de comédias assustar diretores muito, porque você está tendo uma chance e você está indo para algo ousada comédia inteligente que qualquer um poderia ser um grande sucesso ou poderia realmente sinto falta". Cenas do jovem Wonderstone sendo inspirado por um vídeo de Rance Holloway, e comprar um conjunto de magia foram baseados na própria infância de Daley, em que ele é visto num vídeo semelhante do mágico Mark Wilson.
Em fevereiro de 2011, o filme encontrou um diretor Charles McDougall, mas em abril de 2011, McDougall tinha deixado o projeto sem nenhuma razão de ser citado para a partida.
 Em junho de 2011, diretor de 30 Rock Don Scardino foi confirmado assumir a cadeira de diretor. Em 16 de junho de 2011, Jason Reitman foi trazido a bordo do projeto para realizar adicionalmente e reescrever o roteiro de Daley/Goldstein. Reitman teria sido pago por várias semanas de trabalho, mas a extensão de seu envolvimento ou as mudanças no roteiro não foi detalhado.

### Filmagens
As filmagens haviam sido programada para começar em outubro de 2011, em Los Angeles, Califórnia, mas foi adiado para janeiro de 2012, com o vazamento dos papéis principais restantes que ocorrem ao longo de outubro. A filmagem principal começou em 10 de janeiro de 2012, durou aproximadamente 47 dias e teve um orçamento de US$30 milhões.
 O filme foi rodado em película, em vez de digital, porque foi decidido que a diferença de custo entre o dois era insignificante, e a gravação do dia e paletas de cores de roupas dos magos, como preto e vermelho foram pensados para ser capturado melhor no estoque. As filmagens começaram com quatro dias de filmagens em Las Vegas, Nevada, com mais de 400 extras contratados para fazer pedestres ao fundo, turistas e trabalhadores do casino. Entre os locais utilizados durante as filmagens de Las Vegas são interiores e exteriores em hotel e casino Bally's Las Vegas, e exteriores da Las Vegas Strip, Downtown Las Vegas, Fremont Street, e Binion's Gambling Hall and Hotel. Scardino, que não tinha filmado em Las Vegas desde a direção um episódio de Tracey Takes On... cerca de quinze anos antes, descreveu em filmagens na cidade como "uma necessidade absoluta" . Scardino acrescentou: "Nós apenas sentimos que, para dar a autenticidade do filme, tinha que ser na Strip". O primeiro dia de filmagem viu Carell e Buscemi suspenso dentro de uma caixa de acrílico, com Wilde e Gandolfini também no set. Carell foi filmado na Strip porque Scardino acreditava que seu personagem é "uma criatura da Strip", enquanto Carrey foi filmado "e em torno de Fremont Street", onde seu personagem se sentia mais em casa. Scardino explicou a decisão de filmar os personagens nesses ambientes, dizendo que os "dois mundos diferentes" de Vegas "ajuda a definir o nosso talento", com a "Strip em constante mudança", fornecendo contraste com "o aspecto -in-time congelada de Fremont Street."
Por 16 janeiro de 2012 , as filmagens se mudaram para Los Angeles e do sul da Califórnia, incluindo o Teatro Wadsworth. As filmagens haviam sido concluídas até 13 de março de 2012, depois de 49 dias. Quando Scardino embarcou no projeto, o roteiro continha vários truques de mágica que não poderia ocorrer de forma realista no palco, como lasers decapitando dois indivíduos e os chefes então corpos de comutação, o que teria exigido o uso de efeitos visuais de computador para realizar. Scardino insistiu que a maioria dos truques de magia devem ser feitos credíveis para fazer os magos parece mais crível, mas alguns truques ainda necessário o uso de efeitos visuais. Copperfield atuou como assessor técnico no filme e desenvolveu uma ilusão de palco ao vivo para o clímax do filme, com um interruptor de corpo entre os personagens de Carrel e de Buscemi.. Scardino insistiu em que a ilusão não deve depender de câmera truques, afirmando "Eu queria uma grande ilusão fase onde você vai, 'Oh, grande atração, como eles fazem isso?'" Copperfield, desde instruções sobre como o truque funcionou e estava presente no set durante a filmagem A produção também usou outros conselheiros mágicos que garantiu que os movimentos das mãos durante truques estavam corretos , e também serviu como dublês de mãos. Produtor Chris Bender disse que o filme é para ser definido em uma história ficcional do mundo da magia, e assim os cineastas evitado lançando muitos mágicos reais, de modo que não parece que o filme foi concebido para ser fixado em realidade.

## Lançamento
The Incredible Burt Wonderstone estreou como o filme de abertura do festival SXSW em 8 de março de 2013;. Foi introduzido por Carell, Carrey e Wilde. O filme recebeu um grande lançamento na América do Norte e no Reino Unido em 15 de março de 2013.

### Bilheteria
O filme ganhou 22,537,881 dólares na América do Norte e 4,850,959 dólares em outro lugar para um total mundial de 27,388,840. Na semana antes de seu lançamento na América do Norte, o filme estava previsto para ganhar cerca de 18 milhões dólares e terminar como o número 2 filme do fim de semana atrás de Oz: The Great and Powerful.
 The Incredible Burt Wonderstone ganhou 3,72 milhões de dólares através de seu dia de abertura, incluindo empresas de exibições à meia-noite em 1.800 salas de cinema.
 Durante sua semana de estréia o filme arrecadou $ 10,2 milhões de dólares a partir de 3.160 cinemas—uma média de 3.221 dólares por cinema, ocupando o terceiro lugar no fim de semana atrás de nova versão The Call (17,1 milhões de dólares) e resquício Oz: The Great and Powerful (41,3 milhões de dólares). A bruta foi um dos menores aberturas para um filme de Carell ou Carrey. Em seu segundo fim de semana, empresas do filme caiu 58%, para 4,32 milhões de dólares, colocando-o em sétimo lugar.